# Igor Oleszkiewicz
Igor Oleszkiewicz (Baranavičy, 3 gennaio 1942) è un ex cestista polacco.

## Carriera
Con la Polonia ha disputato i Campionati mondiali del 1967.

## Palmarès
- Campionato polacco: 1

AZS Varsavia: 1966-67